# メルチョル・カノ

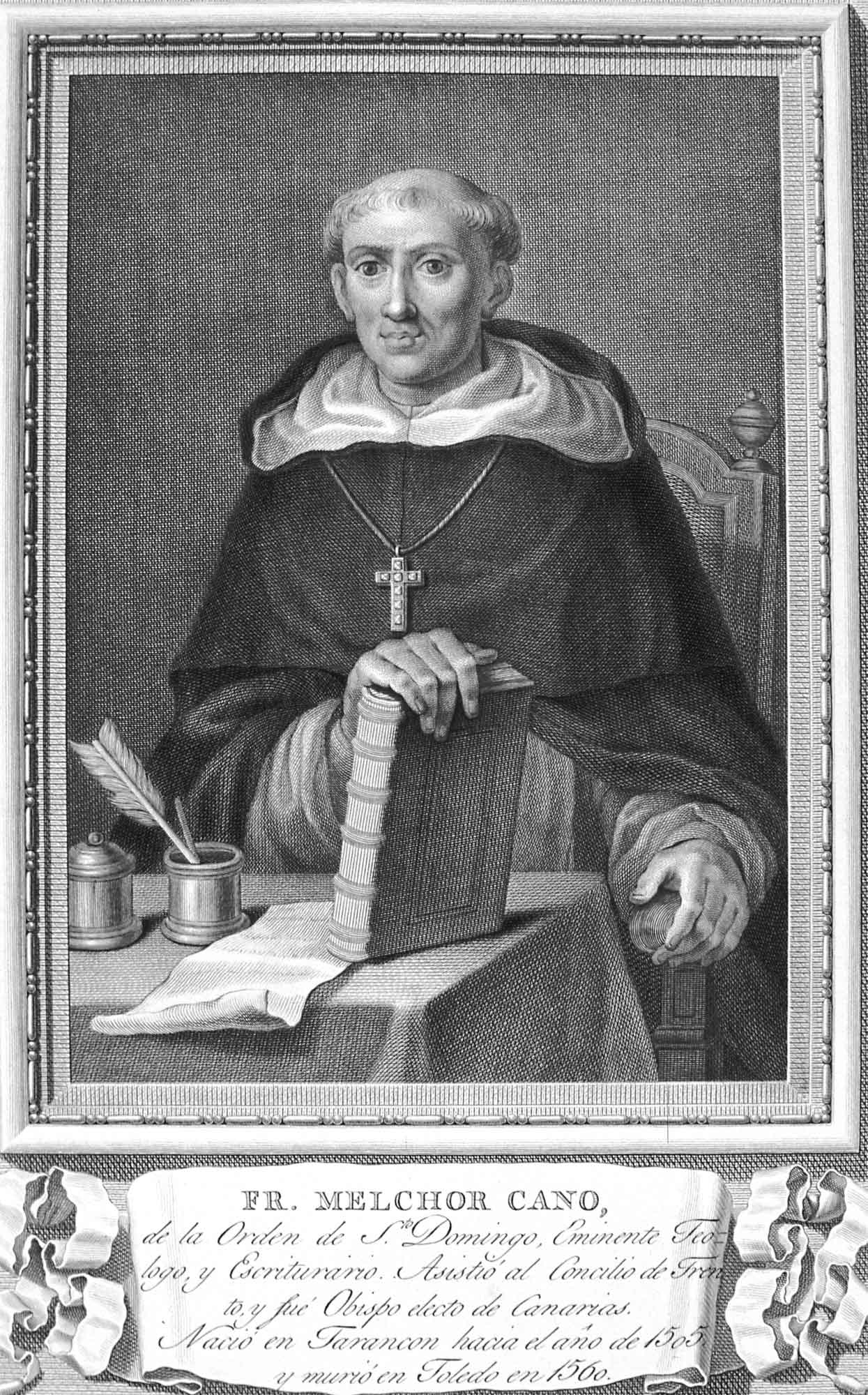
メルチョル・カノ

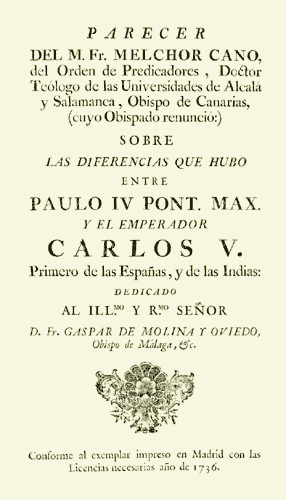
Parecer del M. fr. Melchor Cano dado al Señor Emperador Carlos V (1555).

メルチョル・カノ（Melchor Cano、1509年1月6日? - 1560年9月30日）は、ルネサンス期スペインの神学者・哲学者。
ドミニコ会士で16世紀サラマンカ学派におけるビトリアの後継者として知られる。

## 略歴
タランコンに生まれる。サラマンカ大学で勉学中の1523年ドミニコ会に入会し、フランシスコ・デ・ビトリアのもとで学んだ。その後バリャドリッドのドミニコ会学院で哲学・神学を教えた。1542年にはアルカラ大学の神学教授（1546年まで）になり、1546年ビトリアが死去すると、サラマンカ大学で師が担当していた神学講座を引き継いだ。1550年にはインディアス先住民（インディオ）問題に関してラス・カサスとセプルベダが争った「バリャドリッド論争」に審議会委員として参加、ラス・カサスを支持した。翌1551年から1552年まで、スペイン国王（カルロス1世）でもあった皇帝カール5世の要請により、皇帝任命の神学顧問としてトリエント公会議に参加した。1554年にはバリャドリッドのドミニコ会学院の院長に就任し、ここで国王フェリペ2世の政策を支持し教皇パウルス4世と対立したため、教皇庁の顰蹙を買い、また設立されたばかりのイエズス会を非難した。これらのことがあってカノは1557年以来再度管区長に選出されたにもかかわらず、パウルス4世の承認を得ることができず、ピウス4世によって1560年ようやく承認を受けたが、同年のうちにトレドで死去した。

## 業績
R・アグリコラの人文主義的弁証法に影響を受け、主著『神学的証泉』で神学の方法論を確立した。著名な弟子として同じサラマンカ学派のドミンゴ・バニェスがいる。

## 著作

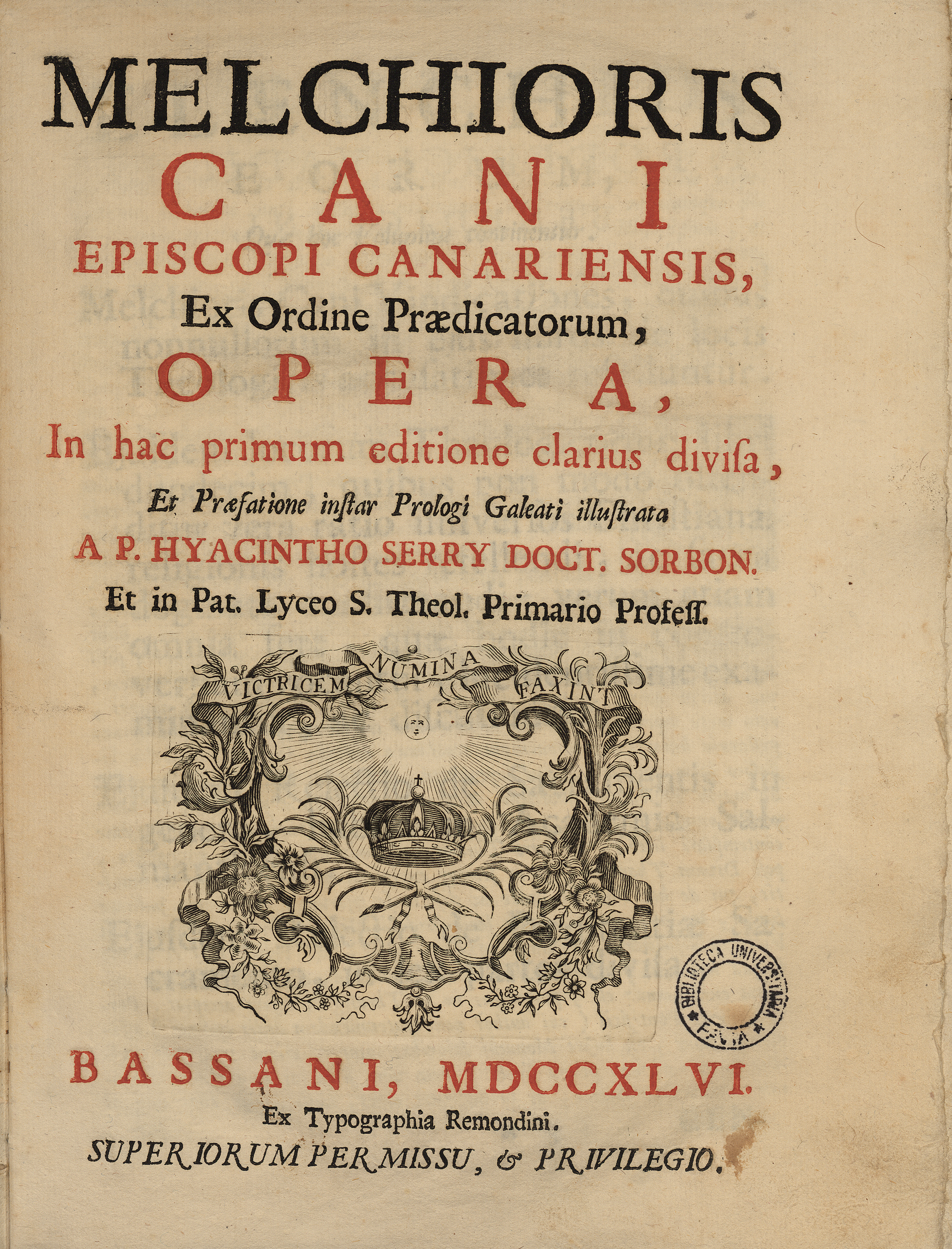
Opera, 1746

- 『神学的証泉』（De Locis Theologicis） 1563年